# Clocher-porche

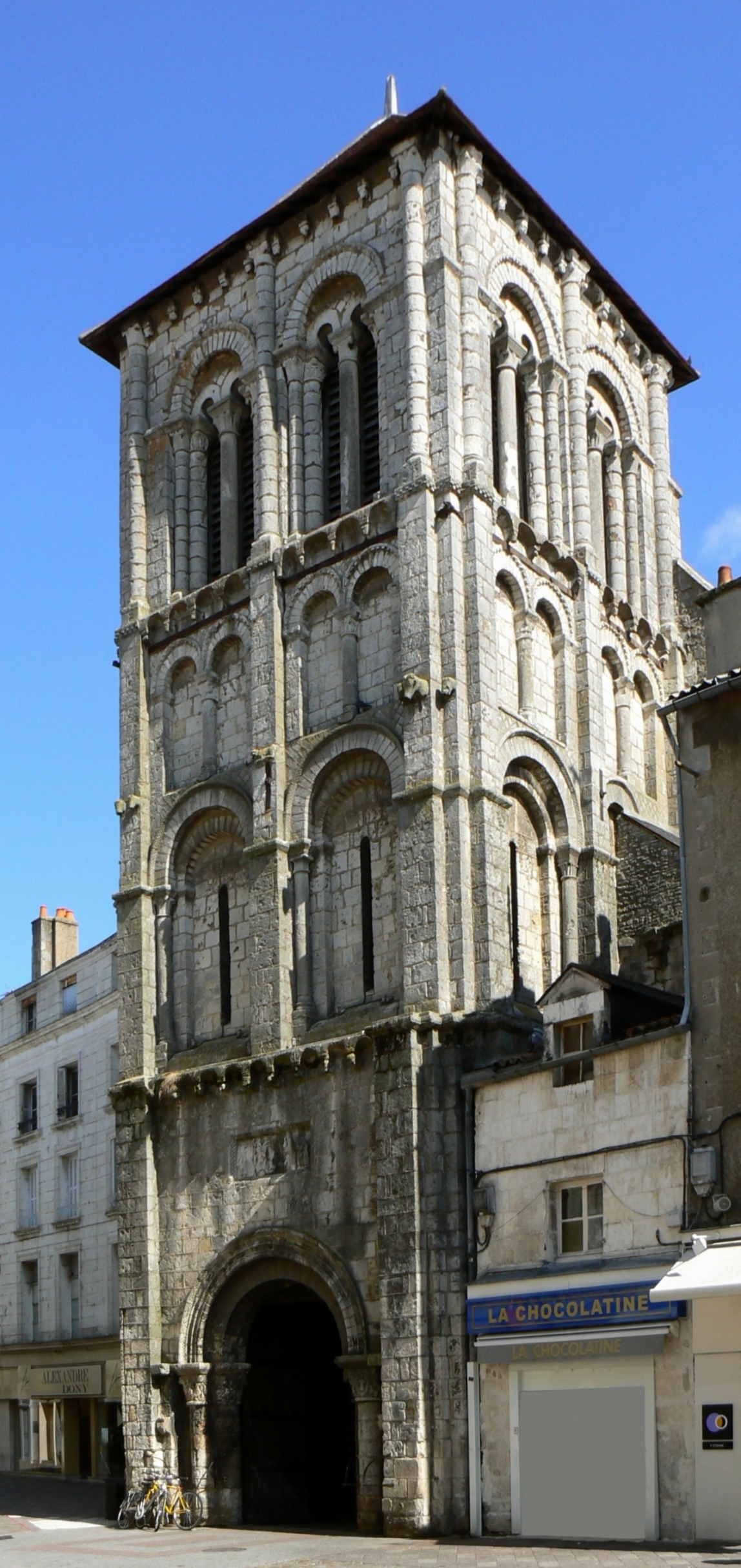
Le clocher-porche de Saint-Porchaire (Poitiers)

Un clocher-porche est un clocher qui intègre à sa base l'entrée principale d'une église.

## Architecture
Le porche est intégré dans un corps de bâtiment, ou corps de porche, en l'occurrence un clocher, dont il constitue le rez-de-chaussée. Le porche est une pièce ou une galerie formant avant-corps, ayant sa couverture propre, devant un bâtiment dont il commande l'accès. Le porche est donc généralement hors-œuvre, c'est-à-dire distinct du bâtiment principal.
Le clocher-porche se situe généralement à l'entrée principale de l'édifice, soit la façade ouest.
La tour-porche ne porte pas de cloches, ce en quoi elle se différencie du clocher.
Selon Eugène Viollet-le-Duc, le clocher, lié à la présence de cloches, n'apparaît que tardivement dans l'architecture religieuse, vers les XIe et XIIe siècles (cf. Dictionnaire raisonné de l'architecture française).
Les clochers-porches sont dérivés d'une simplification des églises-porches carolingiennes (Saint-Riquier érigé en 790, Corvey-sur-la-Weser en 885, église Saint-Pierre de Voiron au IXe siècle, la cathédrale de Metz au Xe siècle) ainsi que du massif occidental ou Westwerk des églises d'architecture ottonienne.
La disposition des clochers-porches était fixée dès les environs de l'an mille comme le montre celui de l'abbaye de Fleury à Saint-Benoît-sur-Loire (1030) qui a inspiré le magnifique clocher-porche de l'abbatiale Saint-Léger d'Ébreuil (Allier) élevé au début du XIIe siècle (1125). L'élégance du clocher-porche d'Ébreuil est due au fait qu'il a été construit en utilisant les triangles égyptiens (triangle isiaque 3-4-5, triangle de Khéops) et le nombre d'or.
La création des clochers se fait donc sur le modèle des châteaux : tours élevées marquant la puissance de l'Église, comme ailleurs elles marquent la puissance militaire. Il est naturel que le clocher, tel un élément de fortification, s'élève sur l'entrée de l'église, comme pour en défendre l'accès : c'est la naissance du clocher-porche. Du reste, les églises sont souvent intégrées au système défensif des villes et certains clochers sont eux-mêmes fortifiés. Le Clocher-porche d'abord simple et souvent massif, s'enrichit progressivement sur le plan de la décoration. Il est de dimensions restreintes en Île-de-France, ne dépassant pas en largeur les bas-côtés, tandis que dans les provinces du Centre et de l'Ouest il acquiert des proportions très vastes.
Le clocher-porche massif est une des caractéristiques du gothique brabançon (Cathédrale Saint-Rombaut de Malines).

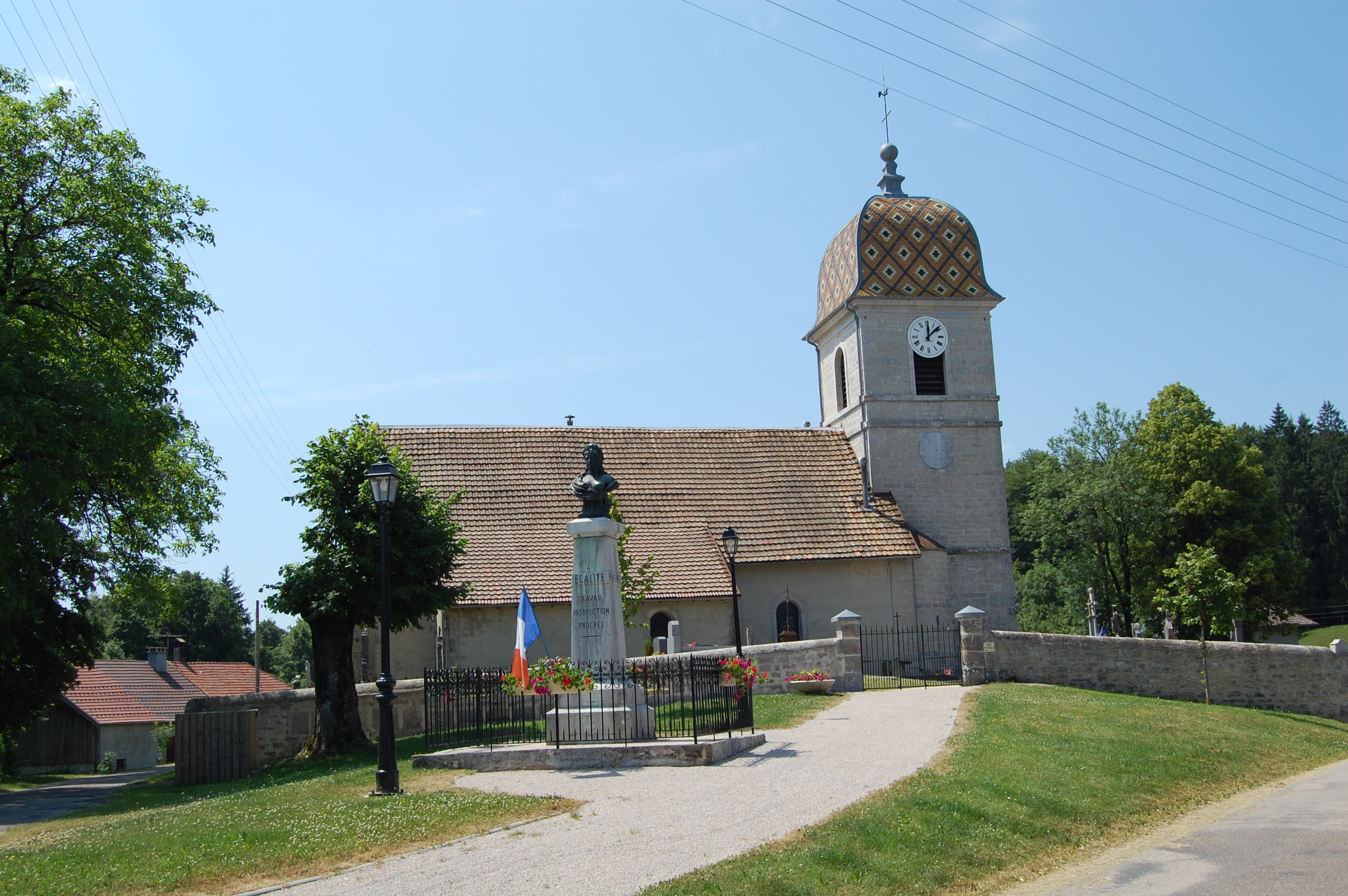
Clocher comtois de Châtelneuf dans le Jura (39)

Le clocher comtois est un autre exemple de clocher-porche : surmonté d'un dôme à l'impériale, il est souvent recouvert de tuiles vernissées ; la Franche-Comté en compte plusieurs centaines construits aux XVIIIe et XIXe siècles.
Le clocher-porche est un des éléments constitutifs des monuments religieux construits au XIXe. Ces églises réalisées selon un petit nombre de plans-types incluent quasiment toujours un clocher-porche ou une ébauche de celui-ci, couronné le plus souvent d'une flèche seule ou flanquée de lanternons (type kreisker) ou d'un pavillon par manque de budget. Parfois, pour les mêmes raisons ou pour cause de traditions locales, le clocher-porche s'achève par une terrasse ornée ou non d'un campanile en fer forgé. Des départements ayant connu une massive reconstruction de leurs églises comme la Loire-Atlantique ont une grande majorité d'églises possédant un clocher-porche.

## Galerie

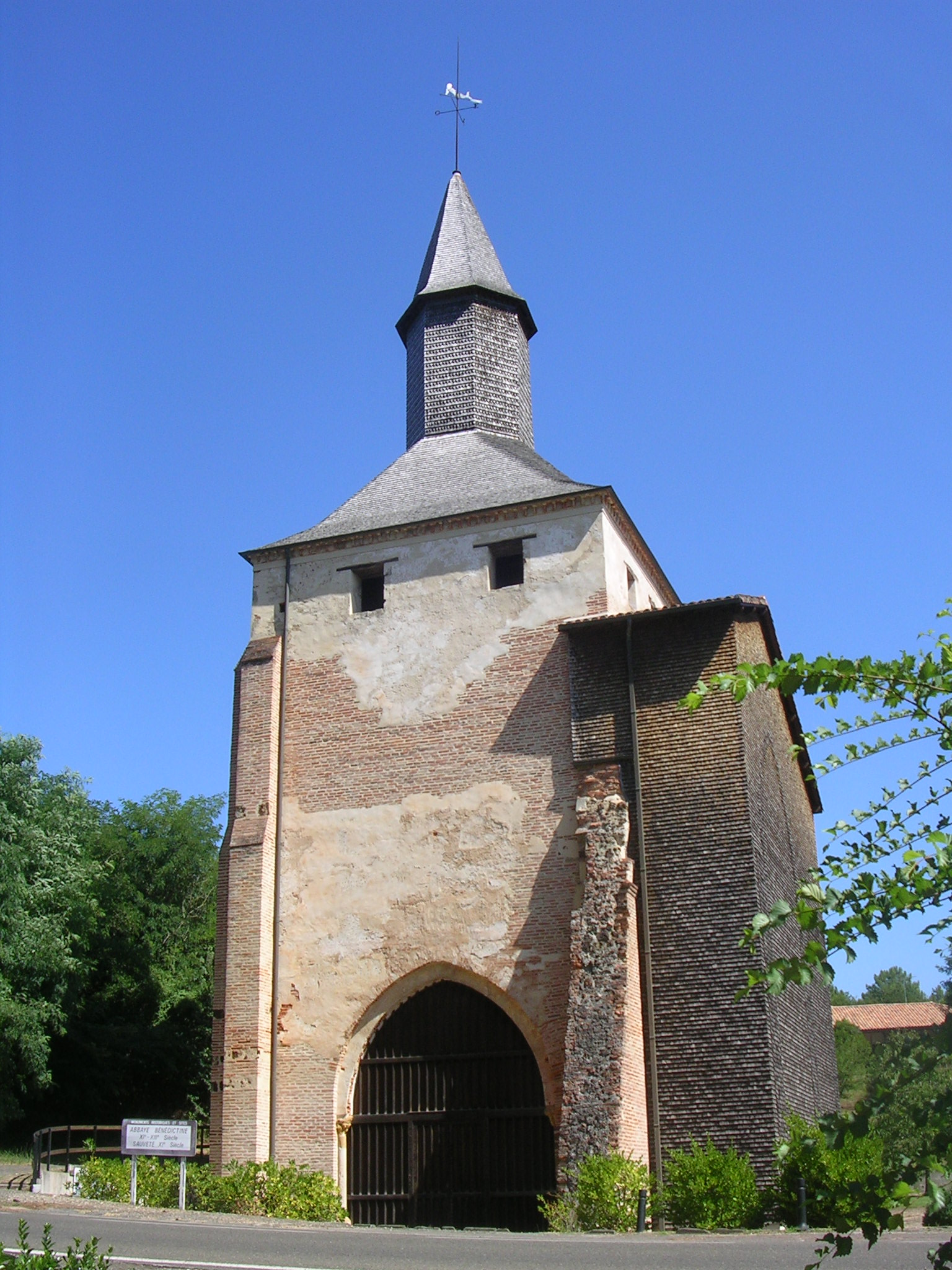
Clocher porche de Mimizan (Landes)
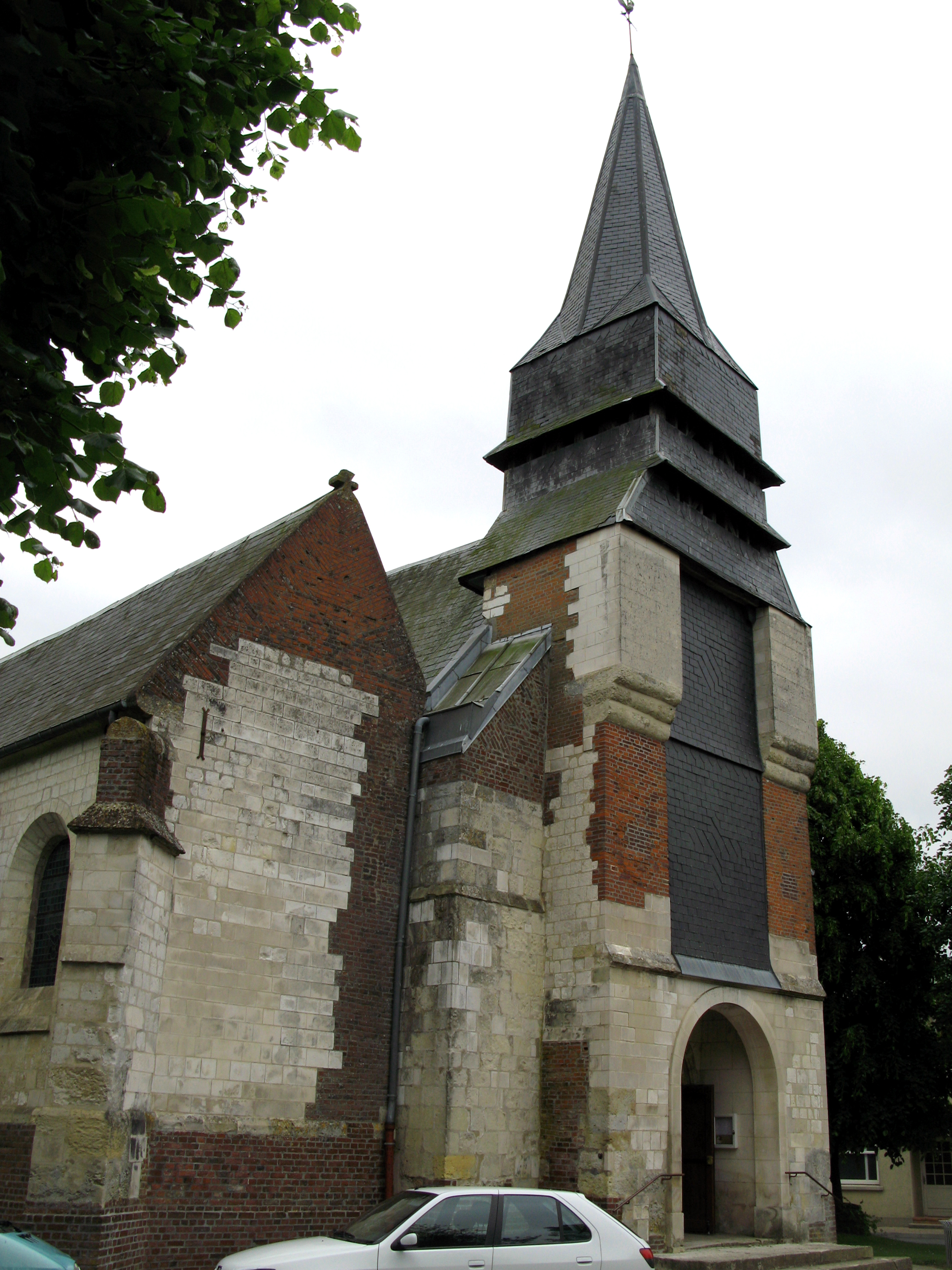
Sains-en-Amiénois
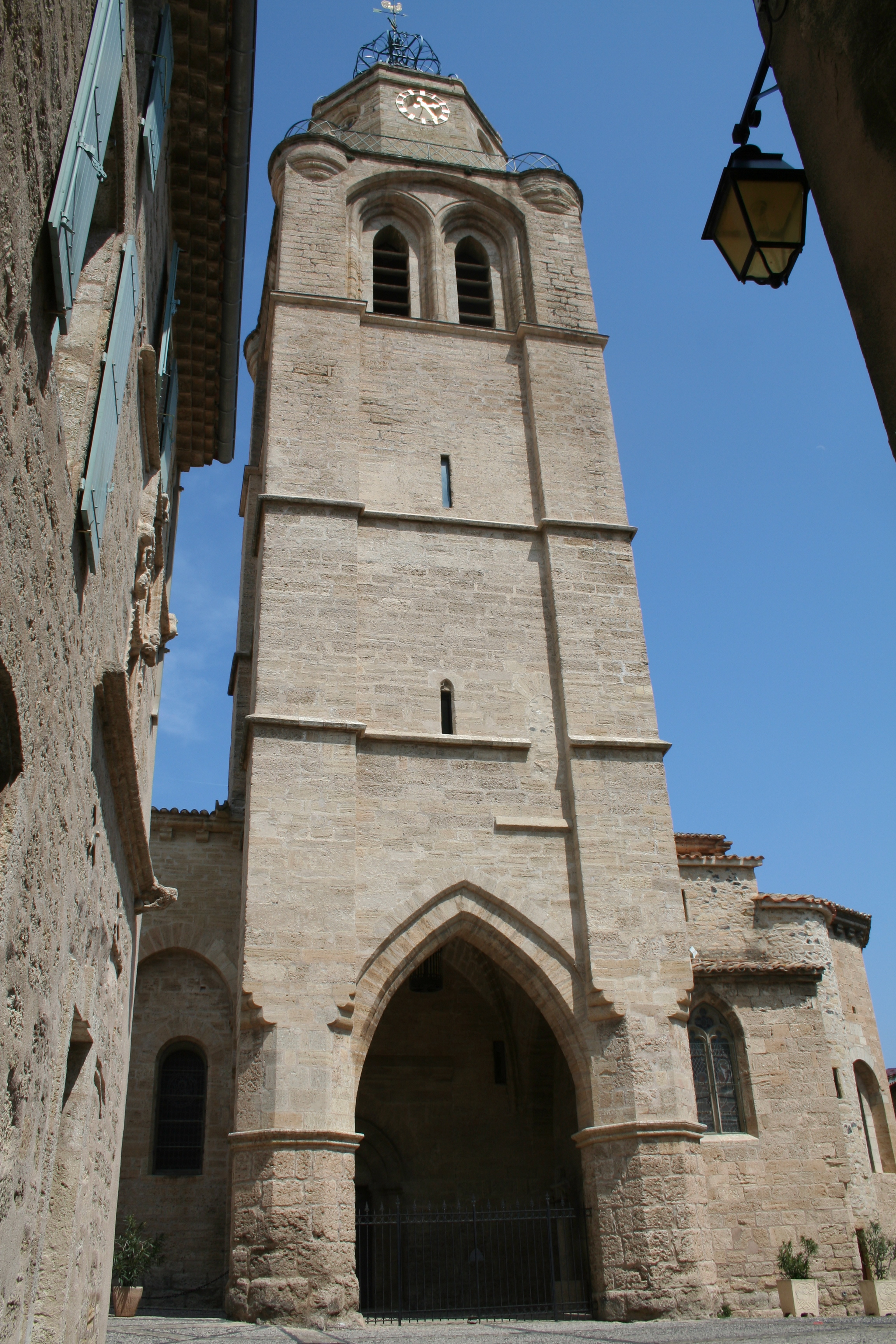
Caux (Hérault)
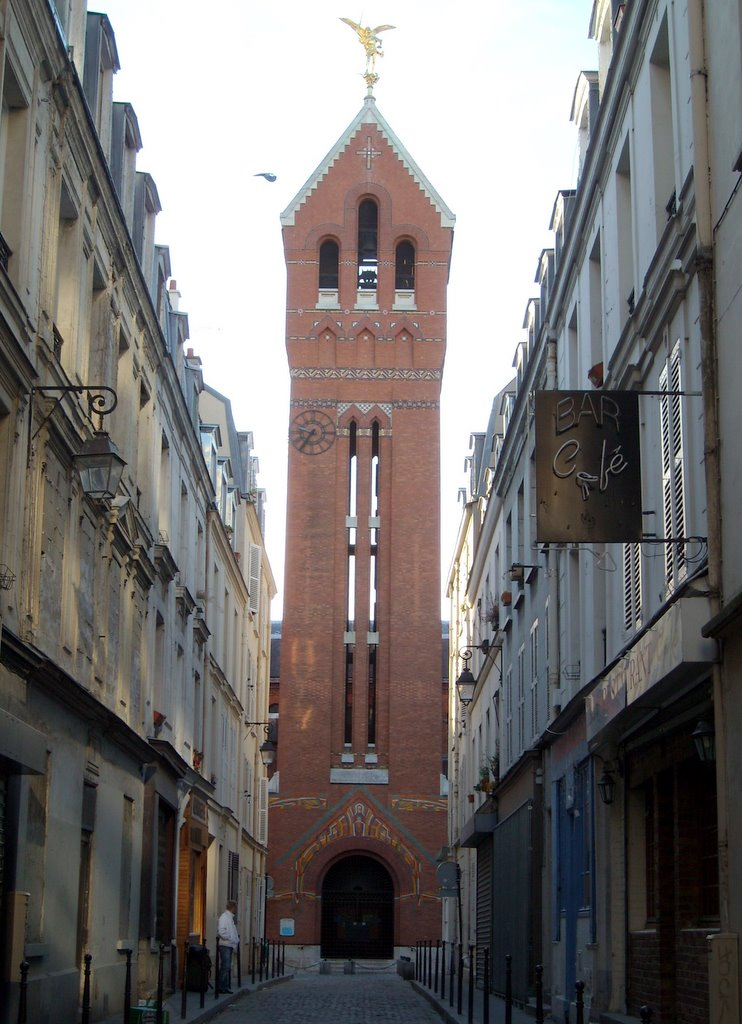
Saint-Michel des Batignolles de Paris
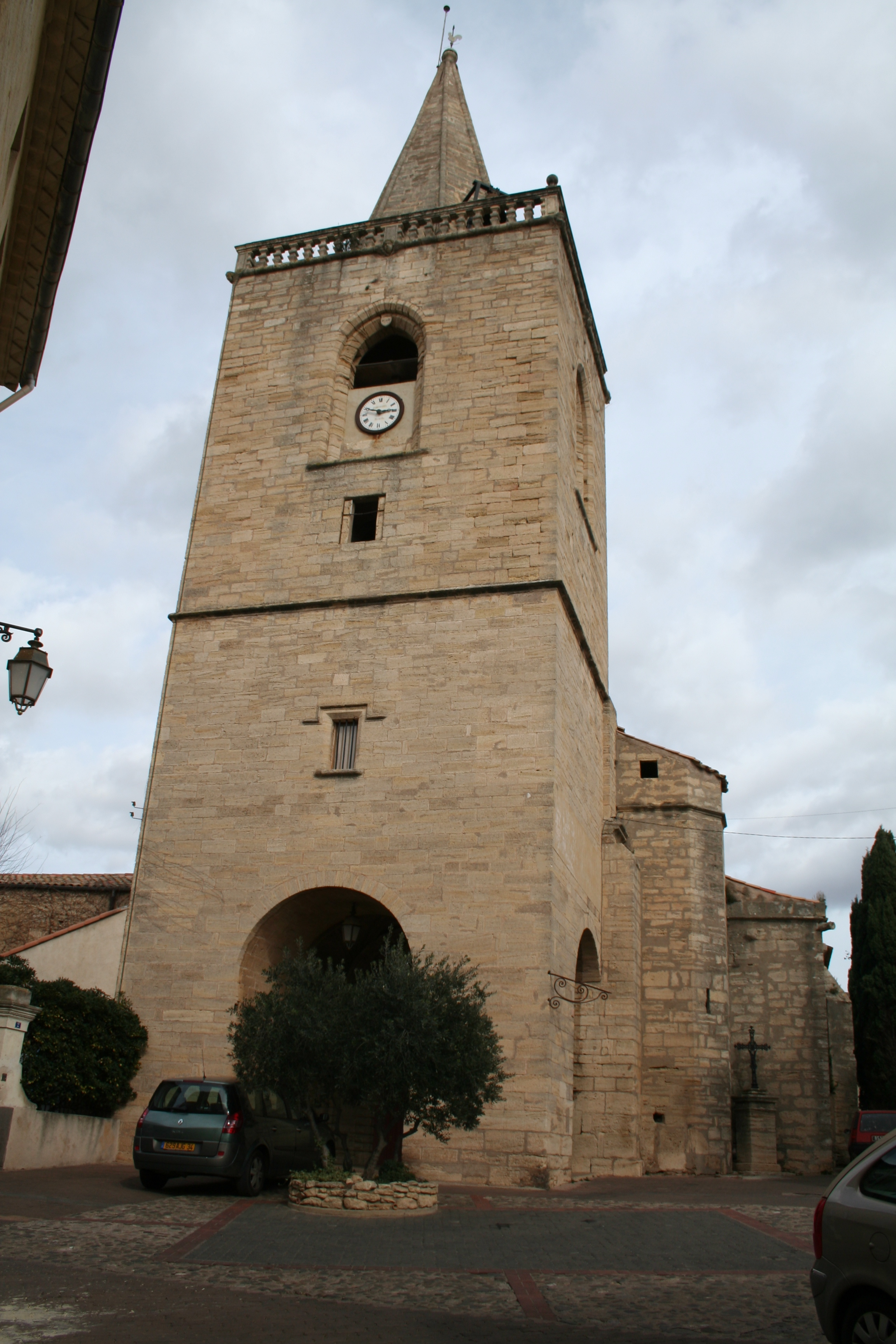
Nézignan-l'Évêque (Hérault)
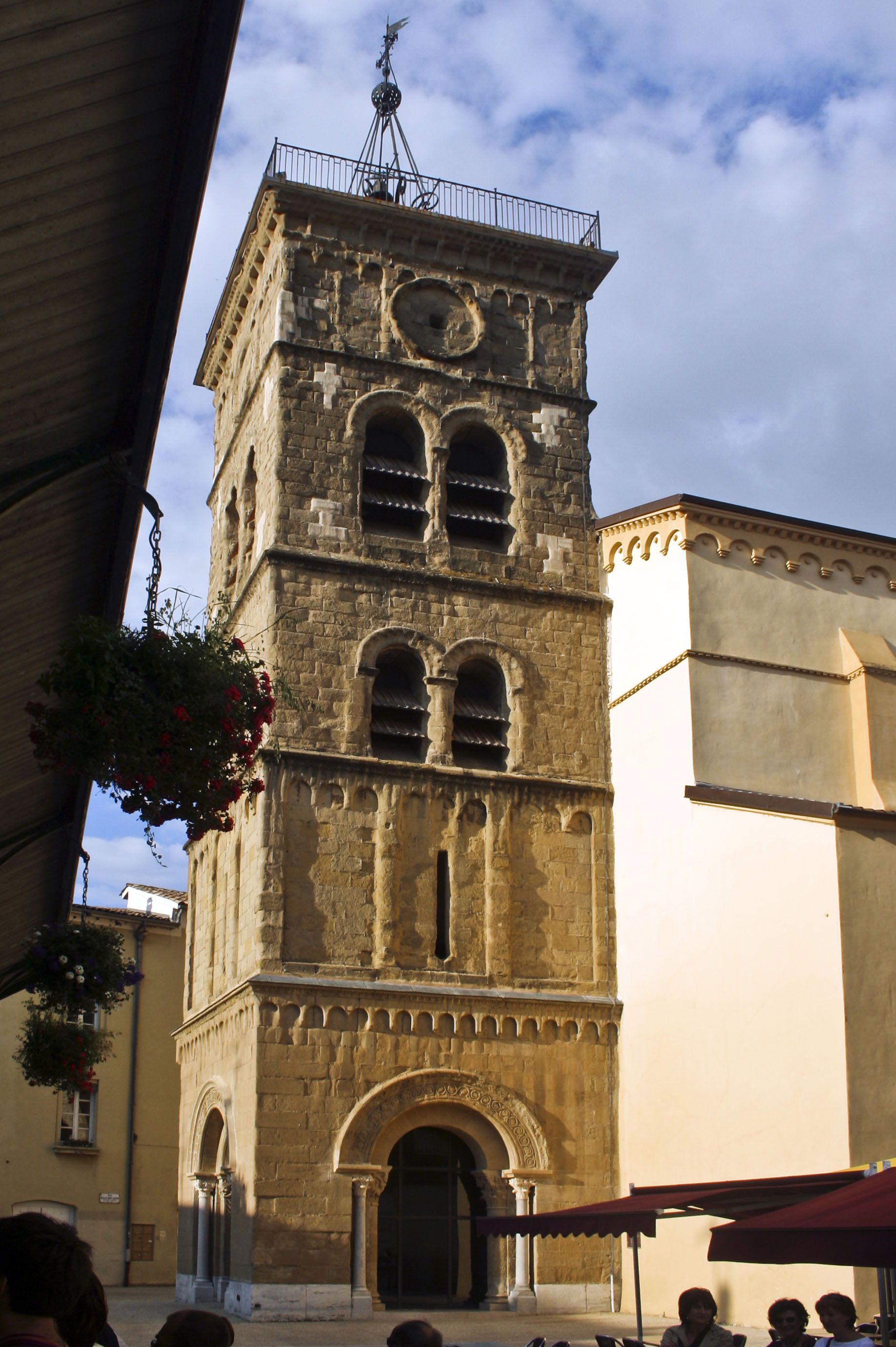
Église Saint-Jean-Baptiste (Valence)
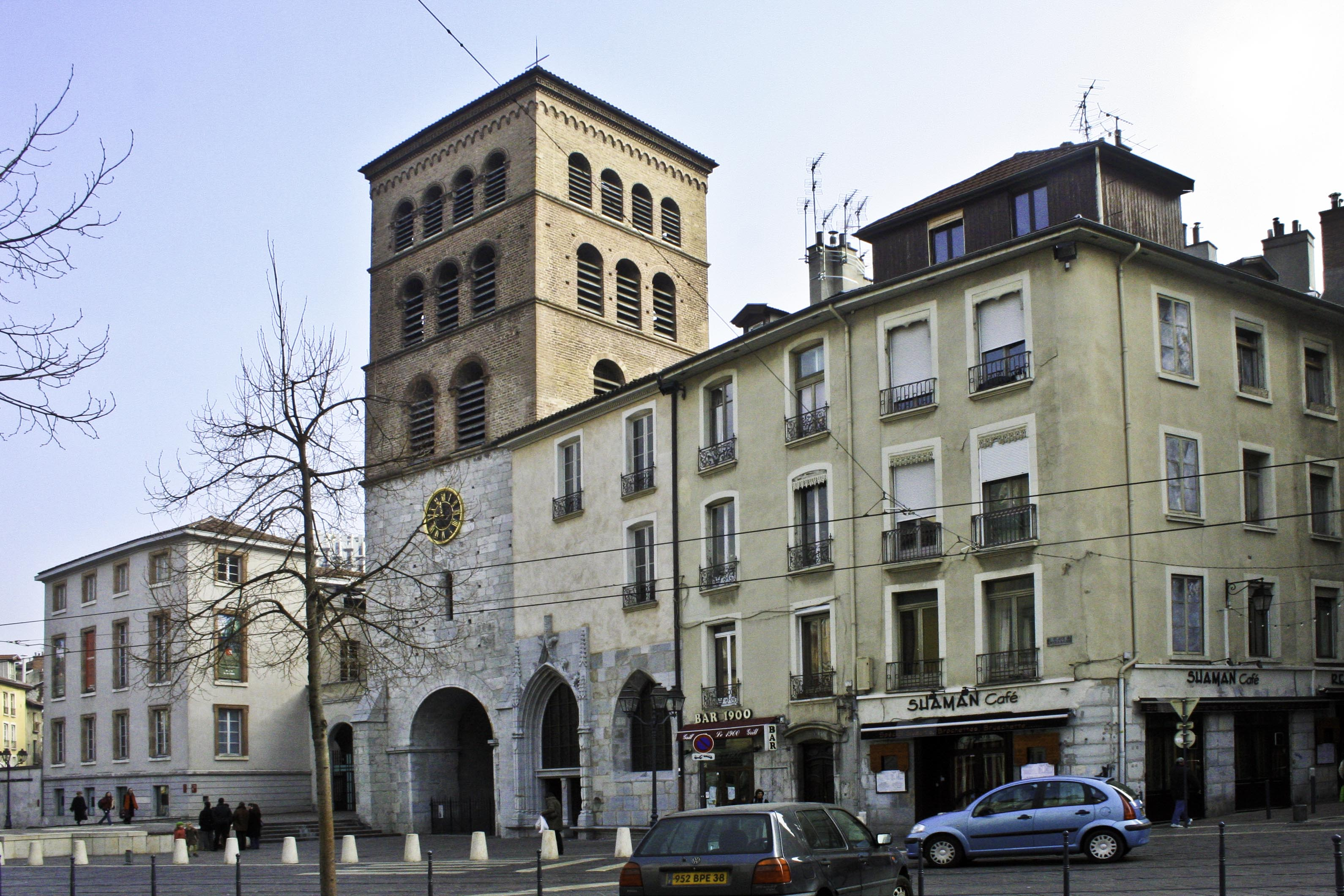
Cathédrale Notre-Dame de Grenoble
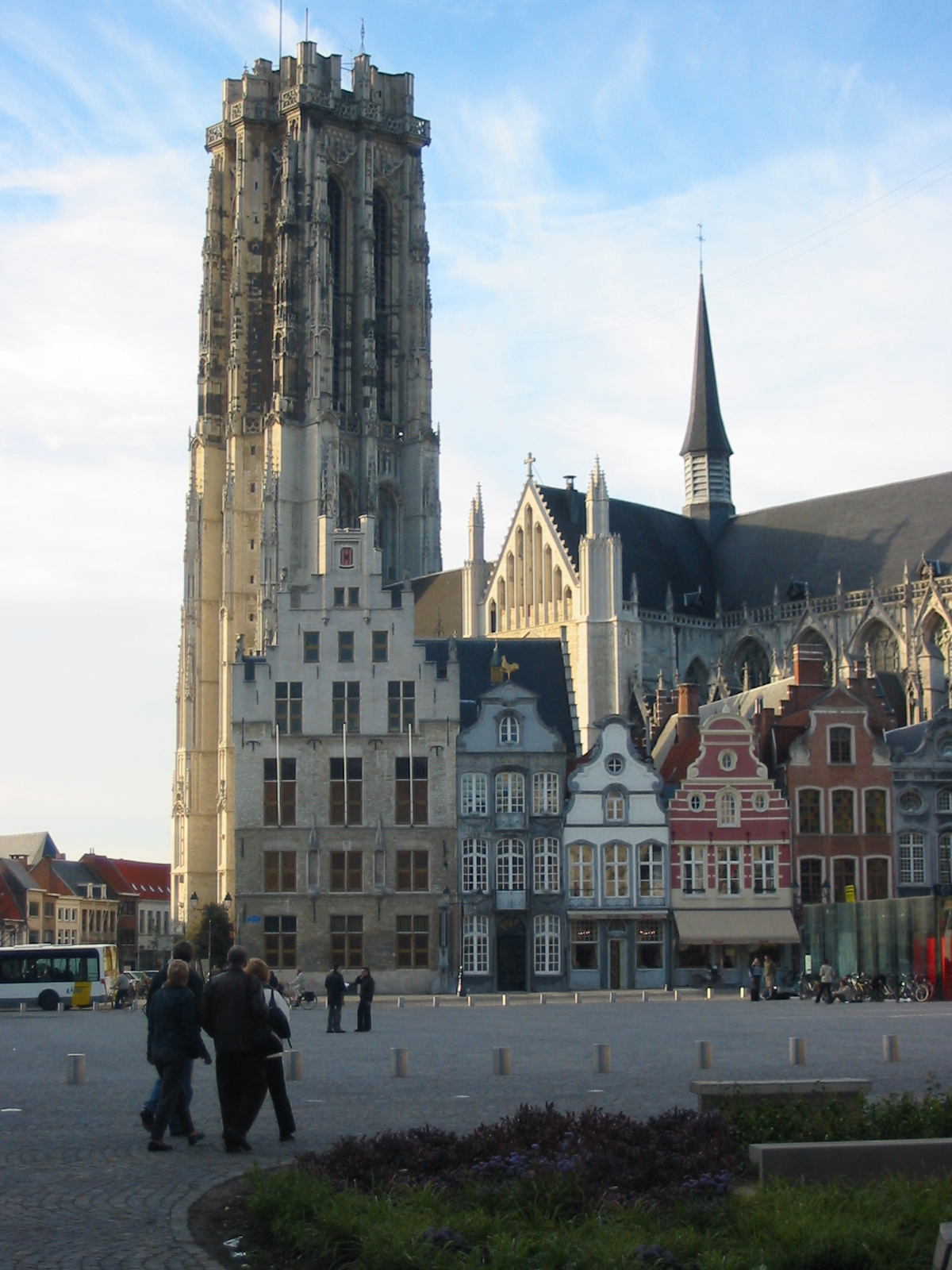
Saint-Rombaut de Malines
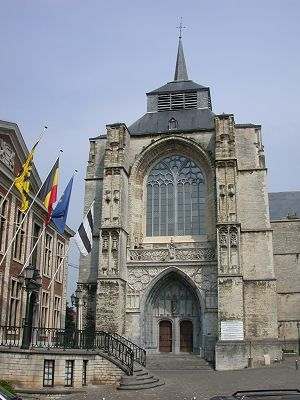
Saint-Sulpice de Diest
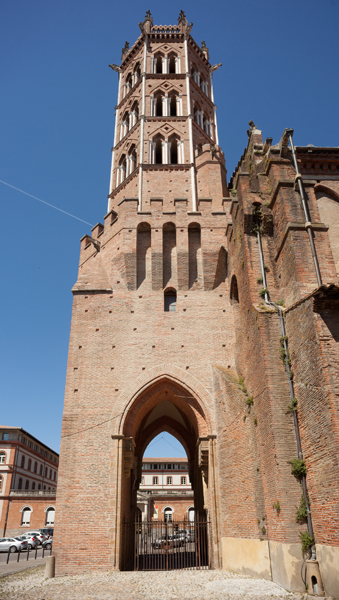
Cathédrale Saint-Antonin de Pamiers.
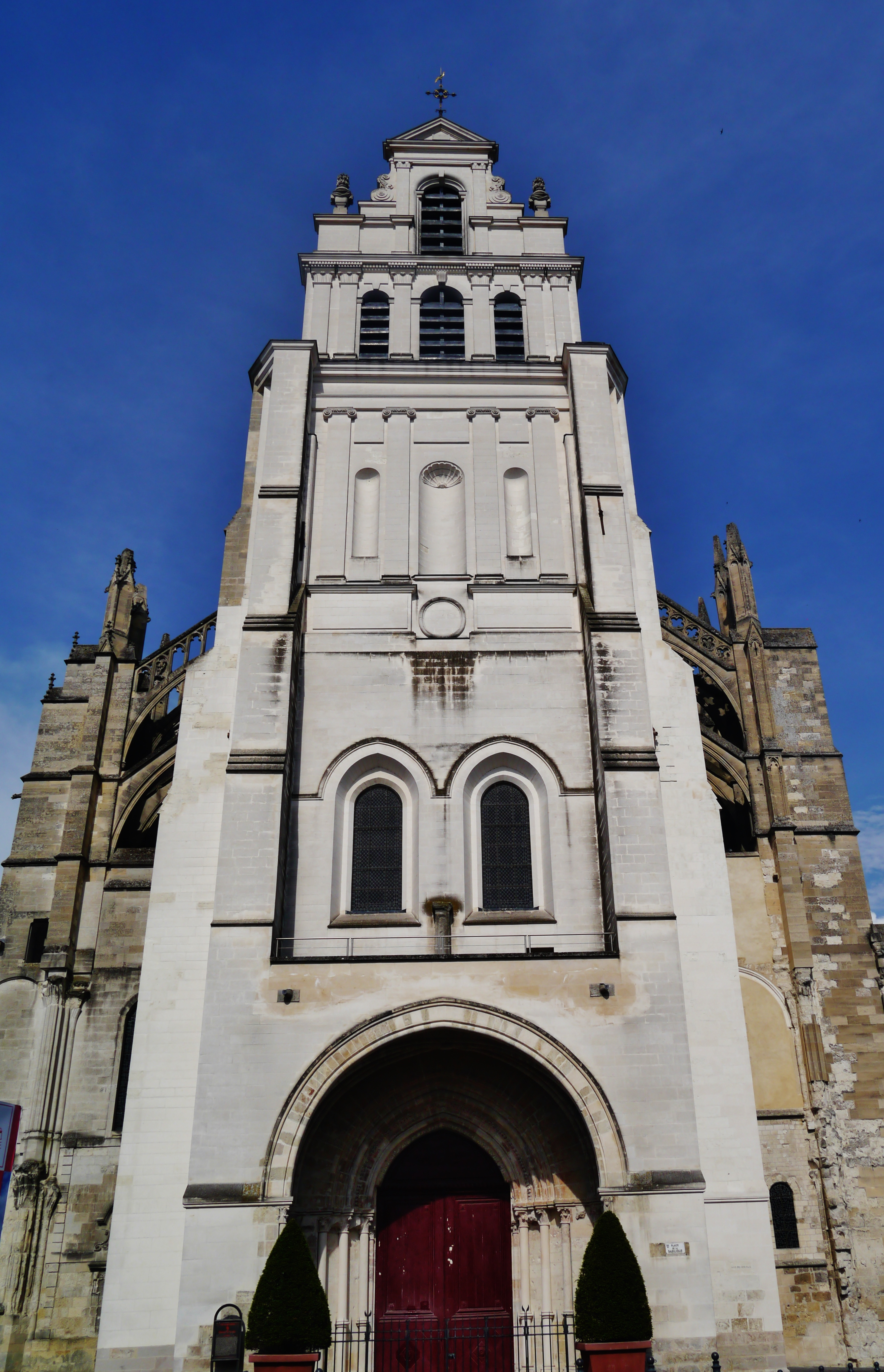
Basilique Saint-Quentin (Aisne)
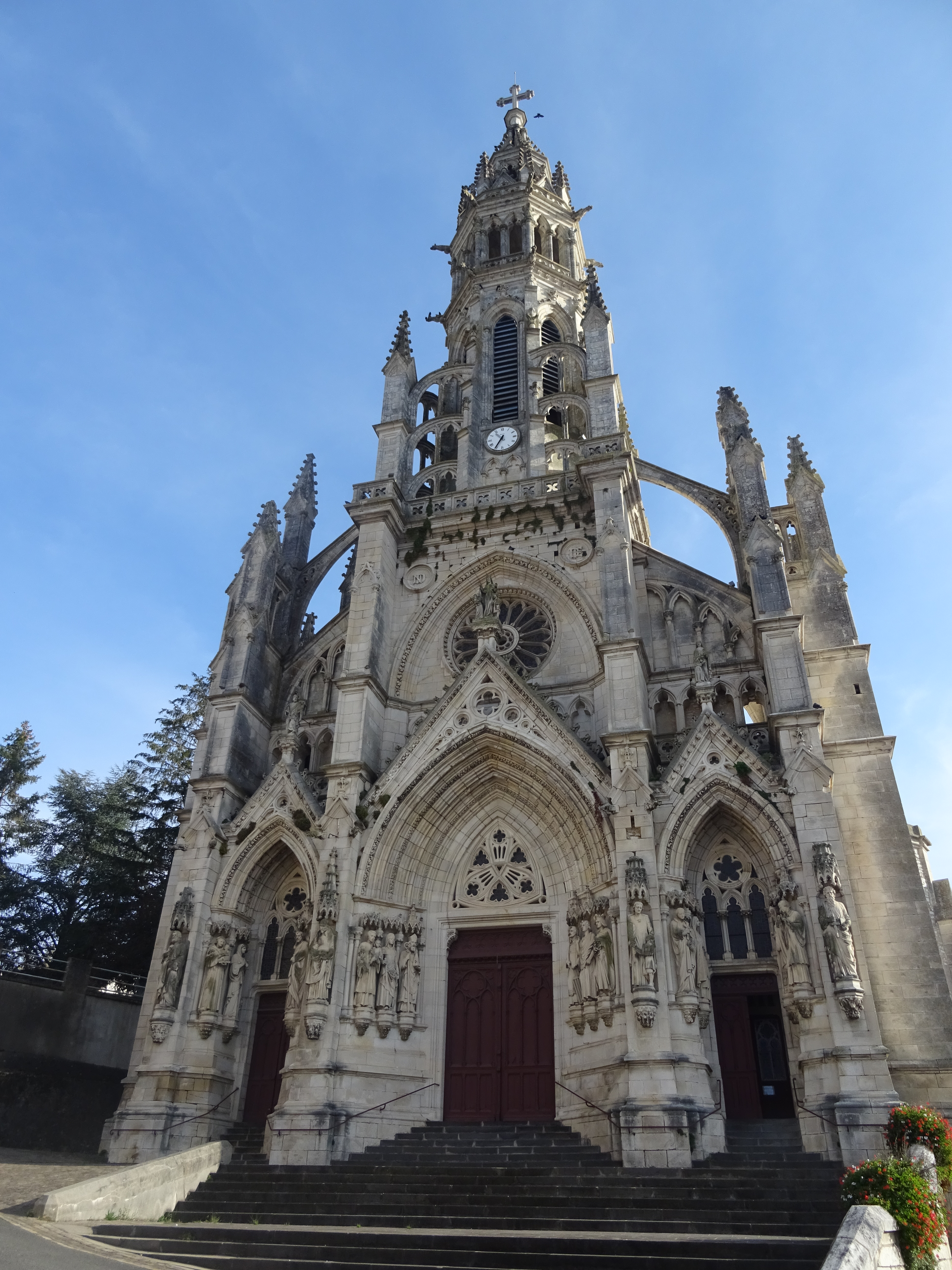
Basilique Notre-Dame-des-Enfants
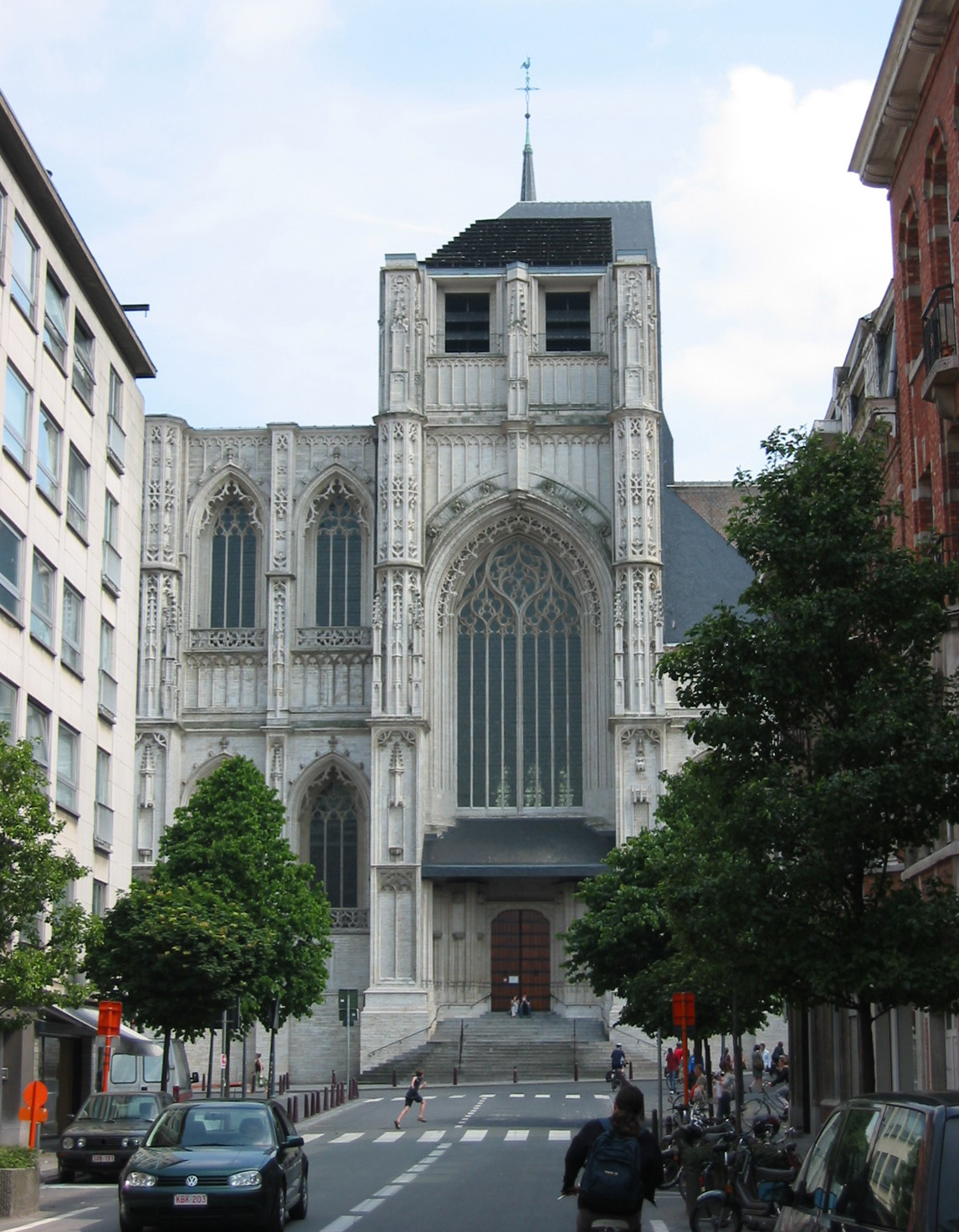
Saint-Pierre de Louvain
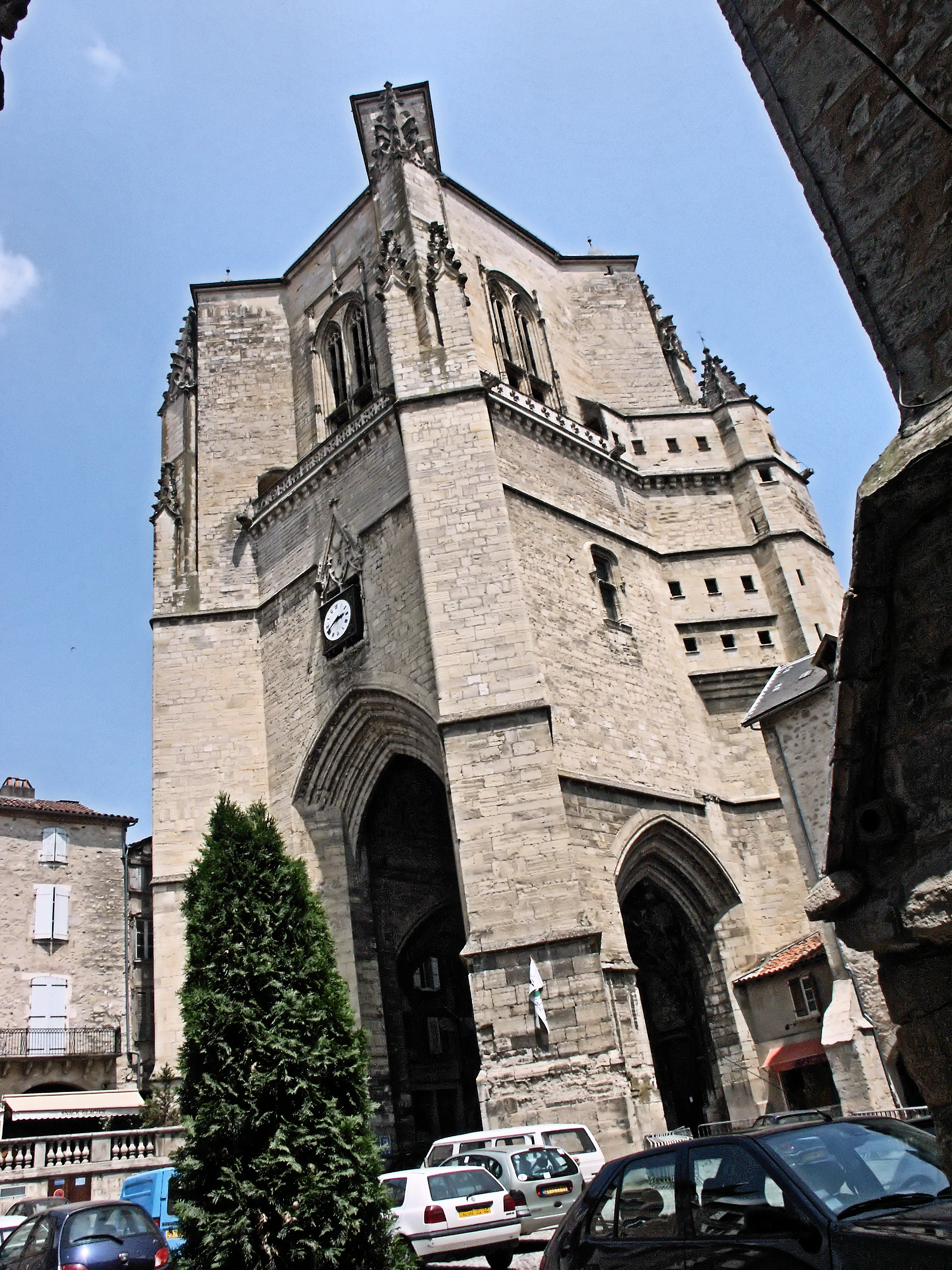
Collégiale Notre-Dame de Villefranche-de-Rouergue
Clocher-porche dans le blason de Soppe-le-Haut
Ancienne collégiale de Saint-Imier, Suisse. Par Eugène Cattin, entre 1892 et 1913. Archives cantonales jurassiennes.
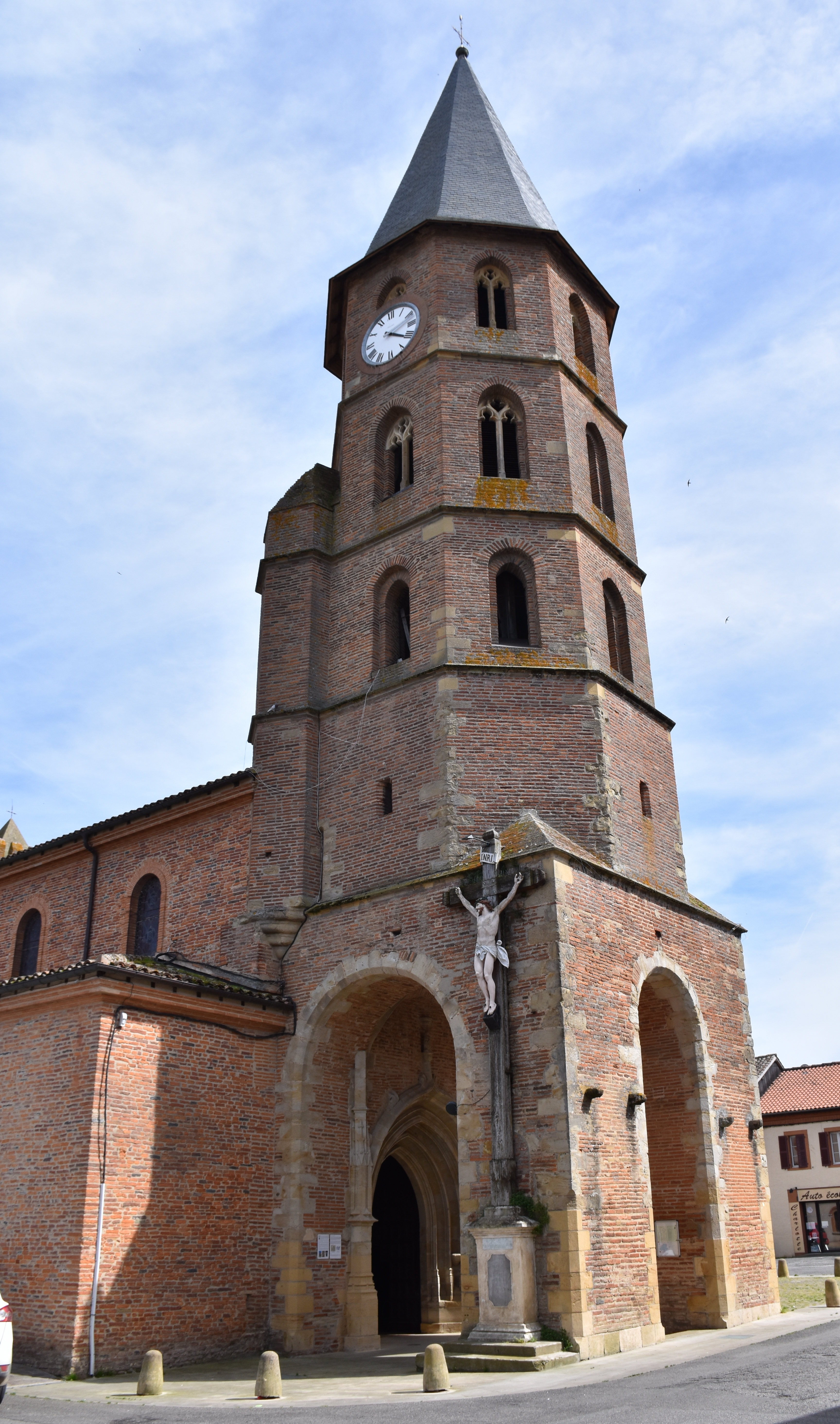
Clocher-porche de l'église Saint-Adrien de l'Isle-en-Dodon
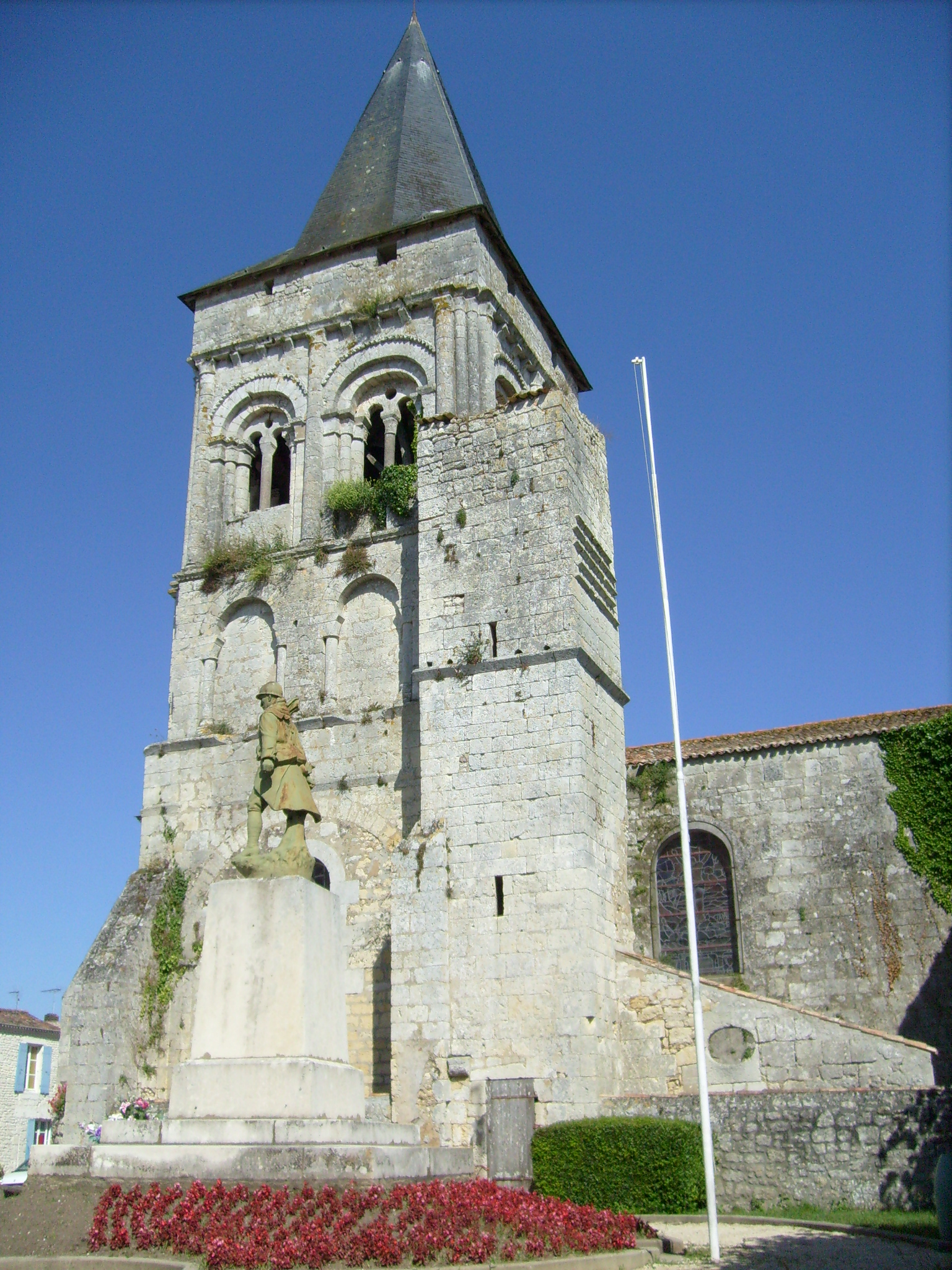
Église Saint-Laurent du Gua
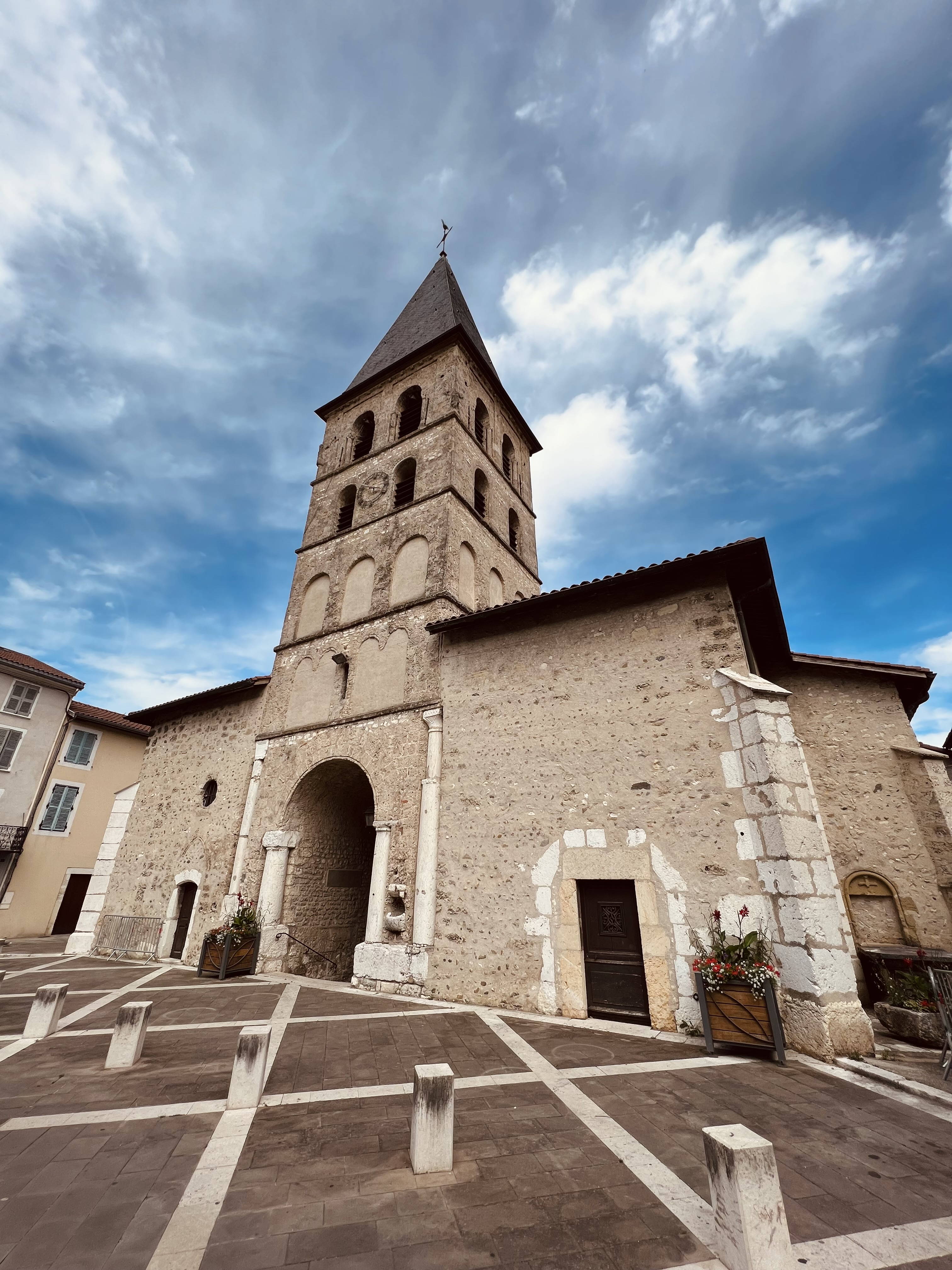
Église Saint-Laurent-des-Prés de Tullins